# Epicauta batesii
Epicauta batesii är en skalbaggsart som beskrevs av Horn 1875. Epicauta batesii ingår i släktet Epicauta och familjen oljebaggar. Inga underarter finns listade i Catalogue of Life.